# IC 3576
IC 3576 је спирална галаксија у сазвјежђу Дјевица која се налази на листи објеката дубоког неба у Индекс каталогу.
Деклинација објекта је + 6° 37' 17" а ректасцензија 12h 36m 37,8s. Привидна величина (магнитуда) објекта IC 3576 износи 13,2 а фотографска магнитуда 13,8. Налази се на удаљености од 16,8 милиона парсека од Сунца. IC 3576 је још познат и под ознакама UGC 7781, MCG 1-32-112, DDO 138, CGCG 42-176, VCC 1678, PGC 42074.